# ويليام إي. كيمب
ويليام إي. كيمب (بالإنجليزية: William E. Kemp)‏ هو سياسي أمريكي، ولد في 8 فبراير 1889، وتوفي في 29 يوليو 1968.